# ジョン・ライアンズ
サー・ジョン・ライアンズ（ライオンズとも、Sir John Lyons、1932年5月23日 - 2020年3月12日）は、イギリスの言語学者。
意味論や語用論の研究で知られ、主著に『理論言語学』(1968)、『意味論』(1977、2冊)などがある。

## 生涯
1950年にケンブリッジ大学クライスツ・カレッジに入学した。海軍に勤務した後に1956年にケンブリッジの院生として復学し、W.シドニー・アレンに師事して言語学を研究した。翌年から東洋アフリカ研究学院の講師をつとめた。1960年にはインディアナ大学で機械翻訳プロジェクトにたずさわった。
1961年にケンブリッジに戻り、意味論の論文で同大学の博士の学位を得た。
ライアンズは1961年からケンブリッジ大学クライスツ・カレッジで講師として教えた。1964年からエディンバラ大学に新設された一般言語学の教授に就任した。このときに言語学の教育素材として人工言語ボンゴ・ボンゴ (Bongo-Bongo) を考案した。1976年から1984年までサセックス大学の言語学の教授をつとめた。
1984年からケンブリッジ大学トリニティホール校の校長をつとめた。2000年に退官した後はフランスで余生を送った。2020年3月12日にヴィシーで没した。
ライアンズは1973年にイギリス学士院のフェローに選ばれ、1987年にナイトに叙爵された。

## 主な著書
- Structural Semantics. Oxford: Blackwell. (1963)（博士論文をもとにした著作）
  - 成瀬武史 訳『構造的意味論：プラトンの幾つかの語いの分析』文化評論出版、1980年。
- Introduction to Theoretical Linguistics. Cambridge University Press. (1968)
  - 国広哲弥・杉浦茂夫・東信行 訳『理論言語学』大修館書店、1973年。
- Noam Chomsky. New York: Viking Press. (1970)（1977年に改訂）
  - 長谷川欣佑 訳『チョムスキー』新潮社〈現代の思想家〉、1972年。
  - 長谷川欣佑・馬場彰 訳『チョムスキー』岩波書店〈岩波現代選書〉、1985年。
- New Horizons in Linguistics. Penguin Books. (1970)（ライアンズ編）
- Semantics. Cambridge Univeristy Press. (1977). ISBN 0521291658 (2冊)
- Language and Linguistics. Cambridge Univeristy Press. (1981)
  - 近藤達夫 訳『言語と言語学』岩波書店、1987年。
- Language, Meaning and Context. London: Fontana. (1981)
- Natural Language and Universal Grammar. Cambridge University Press. (1991)
- Linguistic Semantics: An Introduction. Cambridge University Press. (1995). ISBN 0521433029

1995年に出版された記念論文集（ライアンズ自身も書いている）にライアンズの著作目録を載せる。
- F.R. Palmer, ed (2008) [1995]. Grammar and Meaning : Essays in Honour of Sir John Lyons. Cambridge University Press. ISBN 9780521462211